# Blanquefort (Gers)
Blanquefort település Franciaországban, Gers megyében. Lakosainak száma 43 fő (2022. január 1.). Blanquefort Ansan, Aubiet, Sainte-Marie és Saint-Sauvy községekkel határos.

## Népesség
A település népességének változása:
| Lakosok száma | 106  | 57   | 44   | 70   | 53   | 55   | 57   | 49   | 45   | 43   |
|               | 1968 | 1982 | 1990 | 2006 | 2013 | 2015 | 2017 | 2019 | 2020 | 2022 |